# Jacques Périès
Jacques Périès, né à Castelnaudary le 22 novembre 1736, mort le 30 mars 1797 à Paris, est un homme politique de la Révolution française. 

## Biographie
En septembre 1792, Jacques Périès, alors procureur-syndic du district de Castelnaudary, est élu député du département de l'Aude, le septième sur huit, à la Convention nationale. 
Il siège sur les bancs de la Gironde. Lors du procès de Louis XVI, il vote la détention durant la guerre et le bannissement à la paix et se prononce pour l'appel au peuple et le sursis. Il vote en faveur de la mise en accusation de Marat et en faveur du rétablissement de la Commission des Douze. Il signe la protestation contre les journées du 31 mai et du 2 juin au terme de laquelle une vingtaine de députés girondins sont arrêtés. Le 3 octobre 1793, à l'issue du rapport d'Amar, au nom du Comité de Sûreté générale, lui et les autres signataires de la protestation sont décrétés d'arrestation. Ils sont libérés et réintégrés à leur poste de député en frimaire an III (décembre 1794). En germinal an III (avril 1795), aux côtés de Blanqui, de Fayolle et de Lacombe, Périès est envoyé en mission dans huit départements afin d'y contrôler la réparation des routes. 
Sous le Directoire, Périès est réélu député de l'Aude au Conseil des Cinq-Cents en vendémiaire an IV (octobre 1795). Il est tiré au sort pour y rester jusqu'en prairial an VI (mai 1798), mais il meurt avant la fin de son mandat.

## Mandats
- 06/09/1792 - 26/10/1795 : Aude - Girondins
- 14/10/1795 - 31/03/1797 : Aude - Modérés

## Travaux législatifs
- Opinion de Jacques Périès, etc. sur les subsistances. Paris, Impr. nationale, (s. d.). In-8° , 8 p.
- Convention nationale. Compte rendu par Jacques Périès cadet, représentant du peuple, envoyé en mission par la loi du 14 germinal, pour surveiller et activer les réparations des routes et canaux dans douze départements. Imprimé par ordre de la Convention nationale. Paris, Impr. nationale, thermidor an III. In-8° , 2 p.